# Hat Full of Stars
Albums de Cyndi Lauper
The Best Remixes
(1989) Twelve Deadly Cyns
(1994)
Singles
Hat Full of Stars est le quatrième album studio de Cyndi Lauper, sorti en 1993 chez Epic Records.

## Pistes
| No  | Titre                | Durée |
| --- | -------------------- | ----- |
| 1.  | That's What I Think  | 4:39  |
| 2.  | Product of Misery    | 4:11  |
| 3.  | Who Let in the Rain  | 4:37  |
| 4.  | Lies                 | 3:40  |
| 5.  | Broken Glass         | 5:34  |
| 6.  | Sally's Pigeons      | 3:48  |
| 7.  | Feels Like Christmas | 4:35  |
| 8.  | Dear John            | 3:40  |
| 9.  | Like I Used To       | 4:28  |
| 10. | Someone Like Me      | 4:07  |
| 11. | A Part Hate          | 4:56  |
| 12. | Hat Full of Stars    | 4:28  |

## Personnel
- Cyndi Lauper : Chant, chœurs
- Jeff Bova : Claviers
- Nicky Holland : Claviers, piano, chœurs
- Rob Hyman : Claviers, mélodica, orgue, synthétiseur Casio, accordéon, chœurs
- Merv De Peyer : Claviers additionnels
- Joey Moskowitz : Claviers, basse, programmation de la batterie
- Fred McFarlane : Claviers
- Peter Wood : Claviers, guitare, basse, arrangements additionnels, programmation de la batterie
- Allee Willis : Claviers, synthétiseur Casio, basse, Programmation additionnelle, chœurs
- Eric Bazilian : Piano, dulcimer, guitare, basse, programmation de la batterie, saxophone, chœurs
- Carlos Alomar : Guitare
- Nile Rodgers : Guitare
- Rick DiFonzo : Guitare
- Larry Treadwell : Guitare
- Kevin Jenkins : Basse
- Bakithi Kumalo : Basse
- Danny Sembello : Basse
- Anton Fig :  Batterie
- David Uosikkinen : Batterie
- Bashiri Johnson : Congas
- Rob Paparozzi : Harmonica
- Deborah Fraser, Georgia Jones, Faith Kekana, Lawrence Matshiza, Stella Zulu : Chœurs
- Hugh Masekela : Bugle, Vocal chant, chœurs
- Christopher Garcia : Programmation additionnelle
- Jimmy Bralower : Programmation de la batterie